# Hans Boeckh-Behrens
Hans Boeckh-Behrens (Wernigerode, 27 novembre 1898 – Ivanovo, 13 febbraio 1955) è stato un generale tedesco della Wehrmacht durante la seconda guerra mondiale.

## Biografia

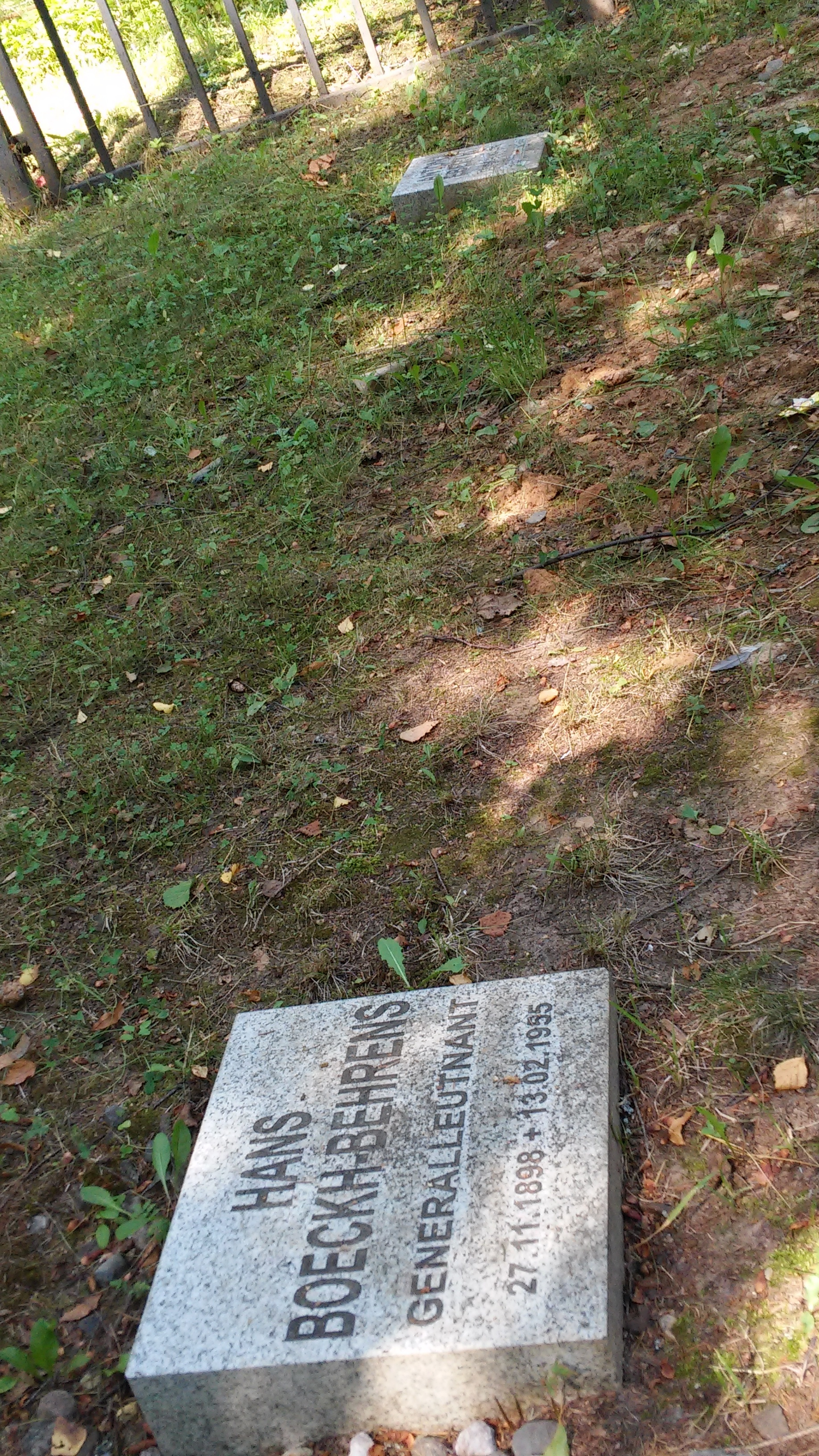
La tomba del generale Behrens

Hans Boeckh-Behrens si arruolò nell'esercito come aspirante ufficiale all'inizio di ottobre del 1914. Alla fine di gennaio del 1915 divenne tenente nel 36º reggimento fucilieri e prestò servizio con tale reggimento durante la prima guerra mondiale .
Dopo la guerra fu accettato nel Reichswehr. Nel 1930 venne trasferito come primo tenente nell'8ª compagnia del 2º reggimento di fanteria di stanza a Rastenburg. Ai primi di gennaio del 1936 venne promosso al rango di maggiore e dalla fine di aprile di quello stesso anno divenne insegnante presso l'Accademia Militare. Nel marzo 1939 venne promosso tenente colonnello e dal settembre di quello stesso anno venne trasferito allo stato maggiore del neonato XXVI. Armeekorps. Nel febbraio del 1941 venne promosso al rango di colonnello. Dal gennaio del 1942 divenne capo di stato maggiore della XVI armata. Nel settembre del 1942 venne promosso maggiore generale e ottenne la croce tedesca in oro alla fine di gennaio del 1943; venne trasferito in riserva dal 1º luglio 1943. Due mesi dopo venne richiamato in servizio e promosso tenente generale.
Guidò quindi 32ª divisione di fanteria dal settembre 1943 con alcune interruzioni dovute a infortuni, ricevendo la croce di cavaliere della croce di ferro il 9 dicembre 1944. Nel frattempo, nel settembre/ottobre del 1944, divenne comandante generale del L. corpo d'armata. Alla fine della guerra, nel maggio 1945, venne fatto prigioniero dei russi coi suoi uomini presso la penisola di Hela.
Morì in prigionia il 13 febbraio 1955 nel campo di prigionia 5110/48 di Ivanovo. Boeckh-Behrens venne sepolto nel cimitero dei prigionieri di guerra di Tschernzy.